# Serhij Ljowotschkin

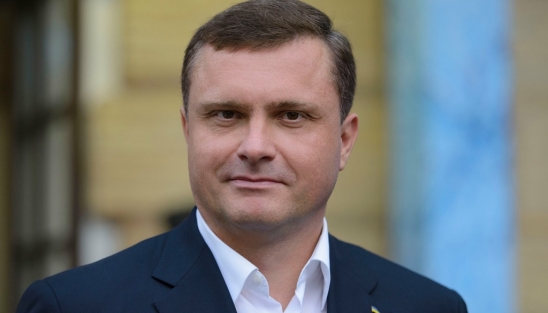
Serhij Ljowotschkin, 2016

Serhij Wolodymyrowytsch Ljowotschkin  (ukrainisch Сергій Володимирович Льовочкін; * 17. Juli 1972 in Kiew, Ukrainische SSR) ist ein ukrainischer Ökonom und Politiker. Von Februar 2010 bis zum Januar 2014 war er der Leiter der Präsidialverwaltung der Ukraine.

## Leben
Ljowotschkin studierte Ökonomie an der Taras-Schewtschenko-Universität in Kiew. Er promovierte und erlangte später an der Ukrainischen Akademie für Außenhandel den Titel Master of International Law.
Nachdem er zunächst in der Finanzwirtschaft gearbeitet hatte, wurde er im Jahr 1999 wissenschaftlicher Berater des damaligen Präsidenten Leonid Kutschma. Bis zum Ende der Amtszeit Kutschmas, Anfang 2005, blieb  Ljowotschkin sein persönlicher Assistent und Berater.
Er war zu dieser Zeit auch in Aufsichtsräten von staatlichen Banken vertreten und stand zeitweise an der Spitze des Aufsichtsrates der staatlichen Telefongesellschaft Ukrtelecom.
Nach den Präsidentschaftswahlen in der Ukraine 2004 wurde Ljowotschkin zunächst Berater des damaligen Präsidenten des ukrainischen Parlamentes, Wolodymyr Lytwyn. Im September 2006 ernannte ihn dann der damals neu berufene Ministerpräsident Wiktor Janukowytsch zum Präsidenten der Verwaltung des Amtes des Ministerpräsidenten. Nachdem Ljowotschkin sich im  Jahr 2006 noch erfolglos für ein Mandat in der Werchowna Rada bemüht hatte, gelang ihm bei den  Wahlen im Jahr 2007 der Einzug in das Parlament auf der Liste der Partei der Regionen.
Im Februar 2010 ernannte ihn der neu gewählte ukrainische Präsident Janukowytsch zum Leiter der Präsidialverwaltung. Ljowotschkin galt zeitweise als einer der engsten Vertrauten von Janukowytsch und auch als einer der einflussreichsten Männer der ukrainischen Politik. Ihm werden sehr gute Kontakte zu Dmytro Firtasch, einem einflussreichen Unternehmer und Mitbesitzer des Gaszwischenhändlers RosUkrEnergo nachgesagt. Ljowotschkin trat im Januar 2014 vom Amt des Leiters der Präsidialverwaltung zurück. Verschiedenen Medienberichten zufolge soll er aus Protest gegen den harten Einsatz der Sicherheitskräfte im Rahmen des Euromaidan zurückgetreten sein.
Ljowotschkin war Mitglied des Präsidiums der Partei der Regionen. Er ist verheiratet und hat vier Kinder.